# Olympische Sommerspiele 1992/Teilnehmer (Costa Rica)
| Gelbes Symbol für Goldmedaillen mit stilisierten Olympischen Ringen | Graues Symbol für Silbermedaillen mit stilisierten Olympischen Ringen | Braundes Symbol für Bronzemedaillen mit stilisierten Olympischen Ringen |
| ------------------------------------------------------------------- | --------------------------------------------------------------------- | ----------------------------------------------------------------------- |
| —                                                                   | —                                                                     | —                                                                       |

Costa Rica nahm an den Olympischen Sommerspielen 1992 in Barcelona mit einer Delegation von 16 Athleten (elf Männer und fünf Frauen) an 18 Wettkämpfen in sechs Sportarten teil. Es konnten dabei keine Medaillen gewonnen werden.

## Teilnehmer nach Sportarten

### Bogenschießen
Frauen
- Patricia Obregón
Einzel: 57. Platz

### Fechten
Männer
- Esteban Mullins
Säbel, Einzel: 39. Platz

### Kanu
| Männer - Gabriel Álvarez Kajak-Einer, Slalom: 44. Platz - Joaquin García Kajak-Einer, Slalom: 41. Platz - Ferdinand Steinvorth Kajak-Einer, Slalom: 43. Platz | Frauen - Gilda Montenegro Kajak-Einer, Slalom: 26. Platz |

### Leichtathletik
| Männer - Henry Daley 100 Meter: Vorläufe - Alex Foster Hutchinson 400 Meter Hürden: Vorläufe - Randolph Foster 200 Meter: Vorläufe 400 Meter: Vorläufe - Luis López Rocer Marathon: 65. Platz - José Luis Molina 5000 Meter: Vorläufe - Miguel Vargas 10.000 Meter: Vorläufe | Frauen - Vilma Peña Marathon: 33. Platz - Zoila Stewart 100 Meter: Vorläufe 200 Meter: Vorläufe 400 Meter: Viertelfinale |

### Schießen
Offene Klasse
- Álvaro Guardia
Skeet: 51. Platz

### Schwimmen
Frauen
- Silvia Poll
100 Meter Rücken: 15. Platz
200 Meter Rücken: 7. Platz